# Metodo Kumon
Il metodo Kumon, sviluppato dall'educatore giapponese Toru Kumon (1914-1995), è un sistema educativo per la matematica e il linguaggio. Nel 2009, oltre 4 milioni di studenti stavano apprendendo utilizzando il metodo Kumon in oltre 26.000 centri Kumon in 46 Paesi.

## Storia
Il metodo Kumon si basa sui concetti di ripetitività e facilità, e prevede una gran quantità di compiti mirati, talvolta superiore alla norma, da svolgersi a cura dei fanciulli, in molti casi già a partire dai 4 anni. Fu concepito da Toru, in seguito al mancato superamento di un esame di matematica da parte del figlio. Pur non essendo esente da pesanti critiche da parte di alcuni addetti ai lavori, che tra le altre cose ritengono controproducente assegnare una mole eccessiva di compiti ai fanciulli sovraccaricandoli, ad oggi potrebbe anche essere incluso nel programma nazionale dei corsi di studio in Giappone. Fu importato inoltre nel Regno Unito intorno al 1991, riscuotendo nel tempo un'ampia adesione, rimarcata dal fatto che nel 2001 il Kumon Institute of Education ha raggiunto quasi 30.000 studenti, nel 2002 oltre 38.000 e nel 2005 il trend in crescita si è attestato intorno ai 45.000.. Attualmente ci sono più di 25.000 centri attivi con più di 4.000.000 alunni.

## Fondamenti
La scala del Kumon prevede 23 gradini, dalle somme di prima elementare fino al calcolo fattoriale e alla statistica. Il metodo prevede che gli studenti non lavorino insieme, ma facciano progressi in base alle loro competenze individuali, avanzando di livello solo e unicamente quando abbiano appreso appieno le competenze del livello precedente. La padronanza è definita dalla velocità (viene usato uno standard) e dall'accuratezza. Infine si sostiene un test alla conclusione di ciascun livello.